# まったり!赤胴鈴之助
- 赤胴鈴之助 > まったり!赤胴鈴之助

『まったり!赤胴鈴之助』（まったり!あかどうすずのすけ）は、2022年1月9日から3月27日までBSテレ東・テレビ大阪の深夜ドラマ枠「真夜中ドラマ」枠にて放送されたテレビドラマ。テレビ大阪製作で全12話。

## 概要
本作品は、武内つなよしによる少年漫画『赤胴鈴之助』を基に続編的な要素も少し入れつつ独自のストーリーで描く（作品の着想やアイデアはすべて松也のものである。
）。鈴之介と兄弟子・竜巻雷之進も旧作から（相応に加齢した感じで）引き続き登場する。両名以外は本作独自のキャラクターだが、何人かは原典の登場人物を彷彿とさせる造形になっている。
原典が江戸時代を舞台とした時代劇であったのに対し、本作品は令和時代を舞台とし、作品名にも冠されているように、基本的には原典を知らない大人でも「まったり」楽しめるようにコメディ要素が多めの作風で、少年向けの明朗な活劇だった原典や各種映像化作品とは志向が異なる。
本作で主演を務める尾上松也の実父は1957年から1959年にかけて放映されたテレビドラマ版『赤胴鈴之助』にて主演した尾上緑也(のちの六代目 尾上松助)である。尾上松也は制作発表時に「いつか自分がこの作品を受け継ぎたいと思っていた」とコメントしている。
主題歌は主演の尾上松也が歌う「RED」。松也は同曲でアーティストデビューとなる。
エンディングテーマは、原典のテレビアニメで使われた楽曲「がんばれ!赤胴鈴之助」をカバー。

## あらすじ
剣士として日本一を目指していた少年・赤胴鈴之助も、時を経て相応に壮年となり、「少年」というにはやや苦しい外見となっている。
ある時、鈴之助は何らかの理由により「タイムスリップ」に遭遇。兄弟子である竜巻雷之進と共に、令和の日本にやって来てしまう。この時代にも宿敵「鬼面党」が存在することを知った鈴之介は彼らを打ち倒すべく立ち上がるのだが、天下太平の世にあっては、ついつい美味しい食事やお酒に目移りしてしまいがち。かくして、鈴之助の「まったり」な日々が描かれていく。

## キャスト
赤胴鈴之助（あかどう すずのすけ）
演 - 尾上松也
主人公。「赤胴鈴之助」の舞台である江戸時代においては、高名な剣士・千葉周作に師事し北辰一刀流を会得した少年剣士。その頃は幕府転覆を謀った「鬼面党」と戦い、その野望をくじいてきた。
壮年になり「少年」を名乗るには苦しい外見になっているが、少年剣士の扮装を続けている。とある日突然現れた井戸を覗き込みタイムスリップした。現代の日本に現れ、剣士の姿のまま「三つ葉商事」の社員となる。しかし目立った悪党がいないため、特にあてもなく喫茶店「止まり木」に入り浸りダラダラと時間を潰していることが多い。（のり子とヨシ子には単なる暇人と解されている）得意技「真空斬り」で同僚の鬼塚を成敗したことで会社をクビになる。（クビというより悪のない平和な仕事につまらなさを感じ達成感がないため辞表を提出する。）
竜巻雷之進（たつまき らいのしん）
演 - 今野浩喜
江戸時代においては鈴之助の兄弟子の少年剣士。その頃には鈴之助に先んじて千葉周作に剣を習っていたが、一時剣に迷い破門されていた。しかし鈴之助と幾たびも剣を交えたことで改心した。
壮年になった現在は当時の面影がかなり薄れて全体的に「ゆるく」なっている。鈴之助よりも先に現代にタイムスリップし、剣士の姿のまま「三つ葉商事」の社員となっていたが、上記の事情で鈴之助が失職したあとはことあるごとに彼にたかられている。
森マモル（もり まもる）
演 - 稲葉友
鈴之助と雷之進が令和の世で出会う同僚サラリーマンの青年。マッシュルームカットに丸メガネをかけた、いわゆる「草食系男子」の典型的キャラクター。
ヨシ子（よしこ）
演 - 堀未央奈
はじめは居酒屋「おにへい」でアルバイト店員として働いていたが雷之進のほのかな恋心に気づき二話目から喫茶店「止まり木」でホールスタッフとして働く、人気の女性店員。銀髪鬼の娘だが、彼が現代に来て結婚した妻の連れ子であるため血縁関係は無く、自分が喫茶店で働いていることについて小言を言った義父（銀髪鬼）を疎ましく思っている。たびたび街中で銀髪鬼と出くわすも不審者にしか見えずいつも煩わしいと思っている。鈴之助と雷之進からは一方的に思いを寄せられているものの、全く相手にしていない様子である。
銀髪鬼（ぎんぱつき）
演 - 近藤芳正
赤胴鈴之助の宿敵。鬼面党の頭目である壮年男性。その名のとおり髪は銀髪。鈴之助と雷之進と同じ井戸からタイムスリップし現代の妻の娘であるヨシ子が喫茶店で働いていることを心配しているが、そのことで鬱陶しがられ父親として淋しさを感じている。（タイムスリップ前は部下に命令する悪事は犯罪であったが現代での悪事は基本いたずら程度であり法律を侵さない程度で鈴之助を困らせようとしている）
結城部長
演 - 中村隼人
「三つ葉商事」社員で鈴之助らの上司。
鬼塚
演 - 六角慎司
「三つ葉商事」で働く鈴之助らの同僚。実は鬼面党の一員で鬼の面を被っており、悪の活動の一環として会社で取るに足らない小さな悪事を繰り返していた。
鬼木田
演 - 阿部亮平
鬼面党の一員として鬼の面を被っている。マモルを誘拐し人質に取る。（現代では銀髪鬼も一目置く悪人である。）
岩鬼
演 - 脇知弘
鬼面党の一員。現代の日本で暇をもてあまし料理人として励んでいており料理はかなり上手く、さまざまな料理のレシピをノートにまとめている。とりわけハンバーグが得意で、のり子の腰痛のためヘルプで入った「止まり木」で調理したハンバーグ定食は「ヤバい」と評判を呼んだ。（ヨシ子が自分が料理したと嘘をついている）
のり子（のりこ）
演 - 紺野ぶるま
喫茶店「とまり木」店員。ヨシ子の先輩店員で調理を担当。毎日早朝から店の客として鈴之助がいるため少々迷惑な客として冷たい態度をとっている
千葉周作（ちば しゅうさく）
演 - 坂東彦三郎
鈴之助や雷之進の剣の師匠。声のよさを買われてナレーターを兼任している。

## 用語
鬼面党（きめんとう）
かつて江戸の町で暗躍し鈴之助と戦った悪の組織。令和の世にも同名の組織が存在するが、関係性はひとまず謎。首魁をはじめ党員の名前には「鬼」と付いている。
「止まり木」（とまりぎ）
鈴之助・雷之進・マモルらの行きつけの喫茶店でヨシ子・のり子が勤務している。昼の定食や夜のアルコール類も提供しており、ドラマでは毎回ここでのシーンが登場する。

## スタッフ
- 原作 - 武内つなよし『赤胴鈴之助』（少年画報社）
- 企画 - 尾上松也
- 監督 - 守屋健太郎、飯塚花笑、酒井善史、池浦さだ夢、熊谷祐紀、山口雄也
- 脚本 - 村上大樹、山口智之、酒井善史、池浦さだ夢、熊谷祐紀
- 音楽 - 牧戸太郎
- アクション指導 - 玉寄兼一郎（剣武会）
- 協力プロデューサー - 大岩良江（クイーンズカンパニー）
- コンテンツプロデューサー - 金森啓（テレビ大阪）
- プロデューサー - 与十田孝輔（テレビ大阪）、小林智浩（theROOM）
- チーフプロデューサー - 金岡英司（テレビ大阪）
- 企画・プロデュース - 岡本宏毅（テレビ大阪）、髙林純平（松竹エンタテインメント）、坂井正徳（theROOM）
- 制作 - テレビ大阪、松竹エンタテインメント、theROOM株式会社
- 製作 - ドラマ「まったり!赤胴鈴之助」製作委員会

## 主題歌
オープニングテーマ
「RED」
作詞・作曲：youth case / 編曲：城戸鉱志 / 歌：尾上松也
エンディングテーマ
「がんばれ!赤胴鈴之助」
作詞：藤島信人 / 作曲：金子三雄 / 編曲：佐々木博史 / 歌：aimi
『赤胴鈴之助』テレビアニメ版の主題歌のカヴァー。

## 放送日程
| 話数   | 放送日          | 脚本       | 監督       |
| ------ | --------------- | ---------- | ---------- |
| 第1話  | 1月09日         | 村上大樹   | 守屋健太郎 |
| 第2話  | 1月16日 1月19日 | 村上大樹   | 守屋健太郎 |
| 第3話  | 1月23日         | 村上大樹   | 守屋健太郎 |
| 第4話  | 1月30日         | 酒井善史   | 山口雄也   |
| 第5話  | 3月06日         | 熊谷祐紀   | 熊谷祐紀   |
| 第6話  | 2月13日         | 山口雄也   | 飯塚花笑   |
| 第7話  | 2月20日         | 池浦さだ夢 | 池浦さだ夢 |
| 第8話  | 2月27日         | 池浦さだ夢 | 池浦さだ夢 |
| 第9話  | 3月06日         | 酒井善史   | 酒井善史   |
| 第10話 | 3月13日         | 山口雄也   | 飯塚花笑   |
| 第11話 | 3月20日         | 村上大樹   | 守屋健太郎 |
| 最終話 | 3月27日         | 村上大樹   | 守屋健太郎 |

- 第1話は『追跡LIVE! Sports ウォッチャー』25分拡大（テレビ東京制作、前日22:00 - 23:25）、及び『FOOT×BRAIN』30分拡大（同、0:45 - 1:45）の為、55分繰り下げ（1:51 - 2:21・日曜日になってからの放送）
- 第2話は日本時間15日13:00頃に発生したトンガのフンガ・トンガ火山噴火に伴い津波警報が奄美群島・トカラ列島に発令され、報道特別番組に差し替えられ放送中断となった為、1月19日に改めて放送（1:00 - 1:30）。